# Lopúchov
Lopúchov est un village de Slovaquie situé dans la région de Prešov.

## Histoire
Première mention écrite du village en 1345.

## Démographie

### Évolution de la population
| Année:               | 1994. | 2004.   | 2014.   | 2024.   |
| -------------------- | ----- | ------- | ------- | ------- |
| Nombre de personnes: | 320   | 321     | 328     | 311     |
| Différence:          |       | +0,31 % | +2,18 % | -5,18 % |

| Année:               | 2023. | 2024.   |
| -------------------- | ----- | ------- |
| Nombre de personnes: | 307   | 311     |
| Différence:          |       | +1,30 % |